# Žralok černocípý
Neplést se žralokem černoploutvým, Carcharhinus melanopterus.
Žralok černocípý (Carcharhinus limbatus) je druh žraloka z čeledi modrounovitých. Vyskytuje se v pobřežních vodách tropického a subtropického pásu po celém světě včetně brakického prostředí. Genetické analýzy potvrdily velké rozdíly v rámci jednoho druhu; do jisté míry izolovaná populace v západním Atlantiku vykazuje jisté rozdíly oproti jedincům žijícím v jiných oblastech. Žralok černoploutvý má mohutné vřetenovité tělo, špičatý rypec a protáhlé žaberní štěrbiny. Charakteristické je zbarvení cípů ploutví černou barvou. Tento druh dorůstá do průměrné délky 1,5 metru.
Jde o energický druh žraloka, známý tím, že při útoku na hejna malých ryb vyskakuje nad hladinu. Jeho chování však bylo v porovnání s ostatními zástupci čeledi modrounovitých popsáno jako plaché. Stejně jako ostatní zástupci čeledi je tento druh živorodý, samice rodí 1 až 10 mláďat každý druhý rok. Mladí žraloci tráví první měsíce svého života na mělčinách, samice se vrací porodit do oblastí, kde se samy narodily. Při absenci samců jsou samice schopny nepohlavního rozmnožování. Žraloci černocípí tvoří během období dospívání skupiny různých velikostí.
Tento druh nepředstavuje za běžných okolností pro potápěče riziko, ale je zodpovědný za řadu útoků na lidi v přítomnosti své přirozené potravy. Hospodářsky se žralok černocípý využívá spíše pro své maso, ploutve, kůži a játra, z nichž se získává olej. Mezinárodní svaz ochrany přírody (IUCN) jej hodnotí jako téměř ohrožený pro jeho nízkou míru reprodukce a vysokou hodnotu pro rybáře.